# Galambos Márton (orvos)
Galambos Márton (Selmecbánya, 1820. április 15. – Pozsony, 1872. szeptember 16.) állatorvos, orvos, honvédorvos, a magyarországi immunológiai kutatások egyik úttörője.

## Tanulmányai
Középiskolai tanulmányait a pesti piarista gimnáziumban végezte, majd beiratkozott a pesti egyetem bölcsészeti karára. Itt 1842-ben szerzett oklevelet, majd tanulmányait az orvosi karon folytatta. 1846-ban sebész- és szülészmesteri, 1847-ben állatorvosi oklevelet szerzett. Orvosi oklevelét csak később, 1858-ban kapta meg.

## Orvostanári és tudományos pályája
1847-től a pesti állatorvosi tanintézetben tanársegédként alkalmazták. Az 1848–49-es szabadságharcban honvédorvosként vett részt. A magyar kormány 1849-ben segédtanárrá nevezte ki. A szabadságharc leverése után I. Ferenc József megerősítette kinevezését. Ekkortól a házi emlősök természetrajza, a gyógyszertan és rendeléstan, illetve a tenyésztéstan előadója lett. A szabadságharc alatt tanúsított hazafias magatartása miatt a kormányzat 1853. április 23-án felfüggesztette állásából és a tanári működéstől eltiltotta. Állásába 1856. szeptember 12-én helyezték vissza. 1959-ben rendkívüli tanárrá nevezték ki, egyúttal kilenc tantárgy előadásával bízták meg. A túlterhelés következtében megbetegedett, így a következő években tanári feladatainak csak korlátozottan tudott megfelelni. 1863-ban nyilvános rendes tanárrá nevezték ki. Ettől kezdve az előkészítő tantárgyakon kívül a kór- és gyógytant, a kórbonctant és a gyógyszertant adta elő. Magyarországon ő volt az első, aki önálló stúdium keretében oktatta az állatorvosi kórbonctant és kórbonctani jegyzetet is készített.
Elsőként állapította meg, hogy a keleti marhavész a juhot és a kecskét is megfertőzheti. Kimutatta, hogy a betegség marhákról juhokra mesterségesen átoltva védőoltásként alkalmazható. Javaslatára 1861-ben Heitzmann Márton országos főállatorvos a helytartótanácsnál kezdeményezte a módszer gyakorlati alkalmazásának bevezetését, a javaslatot azonban elutasították.

### Művei
- A ragályos keleti marhavésznek átvitele juhokra (Pest, 1862);
- Kórbonctan dr. Galambos Márton előadásai után (Pest, 1865);
- Gyógyszertan állatorvosok és mezei gazdák számára több százra menő magyar vény-(recept) példával ellátva (Pest, 1871).[4]

## Emlékezete
Sírhelye 1918. március 10-éig Pozsonyban volt, ekkor földi maradványait Budapestre szállították és a Fiumei úti sírkertben temették el. Sírjának helye a temetői törzskönyvekben megvan, de jeltelen. 1981-ben Hondromatisz Rigasz görög származású magyar szobrászművész Galambos Márton portréját ábrázoló bronz érmét készített. Műve a Szent István Egyetem Állatorvos-tudományi Könyvtárához tartozó Állatorvos-történeti Gyűjteményben található.